# 天津日报
《天津日报》，中国共产党天津市委员会机关报，创刊于1949年1月17日。

## 历史
1948年12月25日，天津日报社在河北省胜霸县胜芳镇（今属霸州市）成立，同时成立新华通訊社天津分社；当时，“报、社一家”，天津日报社记者同时也是新华社记者。1949年1月17日创刊，对开2张。该报最多的是经济报道，约占地方新闻一半。中共十一届三中全会后，主要宣传天津作为中心城市与内地的经济联系。设有“星期论坛”、“时评”、“社会广角”等专栏，“文艺周刊”、“满庭芳”、“星期专页”、“百科之窗”、“学习”、“报告文学”、“德与法”、“经济”、“海外纵横”等副刊。天津日报报业集团亦办有《采风报》、《天津日报（农村版）》、《球迷》、《蓝盾》等报刊。
天津日报报业集团是天津市最大的报业集团，目前拥有《天津日报》、《每日新报》、《城市快报》三种日报和《假日100天》等多个周报，同时还拥有发行公司、教育学院等产业。
2018年1月1日，因经营不善等原因，旗下的《假日100》、《采风报》停刊，《城市快报》改为周末及节假日休刊。
2018年，报纸入选2017年全国百强报纸推荐名单。
2018年11月13日，与今晚报社和天津广播电视台合并组建成立天津海河传媒中心。
2019年1月14日，《天津日报》报头所印的出版单位也变更为海河传媒中心。